# Postaja, Tolmin
Postaja este o localitate din comuna Tolmin, Slovenia, cu o populație de 122 de locuitori.